# Eupithecia gilata
Euphitecia gilata es una especie de polilla de la familia Geometridae. La especie fue descrita por primera vez por Samuel E. Cassino habiendo sido descrita en 1925, con distribución descrita especialmente en el estado estadounidense de California, así como en Arizona. El holotipo y varios paratipos, fueron descritos entre los condados de Gila y Pinal cerca de Miami (Arizona). El nombre de la especie se debe al condado en el que fue capturada, a una altitud de aproximadamente 5000 pies (1524,0 m).

## Descripción
Es una polilla pequeña con una envergadura de 19 milímetros (0,7 plg). Los adultos vuelan de febrero a mayo. Los estudios de los genitales muestran características muy inusuales. Si bien son claramente eupitecios, tienen características que no son comunes en otras especie del género, con la excepción de otras descritas en la misma localidad, incluyendo la especie californiana Eupithecia plumasata. Las valvas, por ejemplo, son asimétricas.